# 道盛浩
道盛 浩（みちもり ひろし、1964年1月24日 - ）は、中国放送（RCC）の元アナウンサー。奈良県奈良市出身。生田教室出身。2024年3月31日限りで定年退職したが、引き続きフリーアナウンサーの立場で出演を継続している。

## 現在の担当番組

### テレビ
- スポーツ中継（サッカー、駅伝、陸上競技など）
- RCCニュース

### ラジオ
- ジャパネットたかた 朝のラジオショッピング（2014年4月 - ）
- 中国新聞ニュース
- WひろしのFRIDAYヒーロー（2024年4月5日 - ）毎週金 15:00 - 16:50 ※定年退職後初のレギュラー番組。
- 軽マーケット新沢亮二の釣りラジオ　毎週金 11:55 - 12:00

## 過去の担当番組
- 侍プロ野球
- RCCカープナイター
- 歌のない歌謡曲（末期にディレクターを担当）
- 道盛浩のバリシャキNOW（パーソナリティ 2014年 - 2024年3月）番組ではコテコテの、どぎつい関西弁、大阪弁を丸出しだった。
- おひるーなフライデー ひるうたマガジン（ - 2024年3月） - プロデューサー
  - 前身番組の1つである『週刊 田中宏』に続いて担当。基本としてプロデューサー専任だったが、パーソナリティのおだしずえと田中宏 のどちらかが休演した場合には、パーソナリティ代理を兼務した。
- ショコラジ - プロデューサー